# 볼레스와프 3세
볼레스와프 3세 크시보우스티(폴란드어: Bolesław III Krzywousty, 1086년~1138년)는 1102년에서 1107년까지 마워폴스카, 실레시아, 그리고 산도미에시의 왕자였다. 이후, 1107년부터 1138년 사망하기 전까지 폴란드 전 지역을 통치하였다. 그는 브와디스와프 1세 헤르만 공작과 보헤미아의 브라티슬라우스 2세의 딸인 유디트 사이의 유일한 자녀였다.
볼레스와프 3세는 나쿠오 전투(1109년)에서 포메라니아군을 격퇴했으며 포메라니아를 점령했다.(1119~1123년). 그리하여 폴란드의 발트해 접근이 다시 가능하게 되었다. 포메라이나의 지방 정부는 그 지역을 떠났다.
볼레스와프 3세는 1109년에 그워구프 전투와 프시에 폴레에서 신성 로마 제국의 황제 하인리히 5세를 격퇴하기도 했다. 1113년부터 1119년까지 그는 포메라니아 전역을 점령했다. 1135년에 볼레스와프는 황제 로타르 3세에게 공물을 바쳤으며 황제는 포메라니아 서부 지역과 봉토인 뤼겐 섬으로부터 공물을 받았다. 볼레스와프는 1132년부터 1135년까지 헝가리에서도 작전을 펼쳤지만 작은 성과만 거뒀다.

## 결혼과 자녀
그는 2번의 결혼을 했다.

### 키예프의 즈비슬라바
그의 첫 번째 부인은 류리크 왕조 키예프 대공국의 스뱌토폴크 2세의 딸 즈비슬라바(1085/90 - 1114)였다. 1103년 맺어진 것으로 추정되는 이 결혼은 키예프로부터 군사적 지원을 얻기 위해서였다. 즈비슬라바의 죽음 전까지 폴란드와 갈리치아-볼히니아 왕국은 친밀한 관계를 유지했다. 즈비슬라바와 사이에는 한 명의 아들과 한 명의 딸이 있는 것으로 기록되어 있다. 또한 일부 기록에 따르면 한 명의 아들이 더 있는 것으로 추정되지만 정확하지는 않다.
- 브와디스와프 2세 비그나니에츠(1105 - 1159) : 볼레스와프 3세를 이어 폴란드의 왕이 되었다. 출생일에 대한 논란이 존재한다.[6][7]
- 딸 유디트[8] (약 1112 - 1124) : 1124년, 그녀는 무롬의 왕자 프세볼로트 다비도비치(Всеволод Давидович)와 결혼한다.[9][10]

### 살로메아 본 베르그-스첼크링켄
볼레스와프는 그 후에 독일의 귀족여성인 살로메아 본 베르그-스첼크링켄과 결혼했다. 그녀는 베르그 백작의 딸로 1115년 1, 2월쯤 결혼하였다. 이 결혼은 폴란드와 보헤미아의 평화 협정을 위한 정치적 상황에 의해 이루어졌다. 둘 사이에는 14명의 자녀를 두었다.
- 볼레스와프 4세(1125년 생). 별명은 곱슬머리이다.
- 미에슈코 3세(1126년 생). 별명은 늙은이이다.
- 헨리크 산도미에르스키(1127년 생).
- 카지미에시 2세(1138년 생). 16세기에 "공정한~"의 존칭이 붙여졌다.
- 릭사 볼레스와포브나(1116년 4월 12일 생). 힘센 망누스(스웨덴과 덴마크의 왕위 사칭자가 됨)과 첫 번째로 결혼했다. 두 번째 편은 민스크의 왕자 폴라츠크의 볼로다르였다. 세 번째 남편은 스웨덴의 스베르케르 1세왕이었고 그와 결혼해서 왕비가 됐다.
- 도브로니에가 루드가르다(1128년 생). 디트리히 폰 라우지츠 변경백과 결혼했다.
- 주디타 볼레스와포브나(1132년 생). 오토 1세 폰 브란덴부르크 변경백와 결혼했다.
- 아그니에슈카 볼레스와포브나(1137년 생). 키예프의 므스티슬라프 2세와 결혼했다.

피아스트의 정복 휘장

볼레스와프 프리오우트가 죽기 전에 부친의 (볼레스와프 3세 크시보우스티의 유언)를 발행했는데, 그 내용은 자신의 영토를 네 명의 아들이 나누어 상속 받으라는 것이었다. 유언에서 성립된 "상위 법규"는 이렇게 규정하고 있었다. 왕조의 상속자들중 가장 손윗 사람이 나머지 지역 모두를 통치하는 최상의 권력을 지니고 더 이상 분할 할 수 없는 "상급 영토"인 폴란드의 남-북에서 중부까지 이르는 크라쿠프도 포함한 방대한 영토의 통제권 또한 지닌다. 그 고위의 특권은 신성 로마 제국의 봉토인 포메라니아 전역의 통제권을 포함한다. "상위 법규"는 볼레스와프가 죽고 얼마 못가 휴지 조각이 되었고, 거의 200년간의 봉건 분열 기간에 접어들게 했다.

## 같이 보기
- 폴란드의 역사 - 초기 피아스트 왕조(992~1138년)